# Wittenau
Wittenau, Berlin-Wittenau – dzielnica (Ortsteil) Berlina w okręgu administracyjnym Reinickendorf. Od 1 października 1920 w granicach miasta.
Znajduje się tutaj była klinika psychiatryczna Karl-Bonhoeffer-Nervenklinik.

## Transport
Przez dzielnicę przebiega linia U8 metra z następującymi stacjami:
- Berlin-Wittenau (Wilhelmsruher Damm)
- Rathaus Reinickendorf